# Quantitätstheorie
Die Quantitätstheorie des Geldes, auch Geldmengentheorie, oft nur kurz Quantitätstheorie, ist eine Wirtschaftstheorie, die unter bestimmten Voraussetzungen eine kausale Abhängigkeit des Preisniveaus von der Geldmenge annimmt.

## Herleitung
Ausgangspunkt der Darstellung kann eine Verkehrs- oder Quantitätsgleichung bilden, die letztlich aussagt, dass die in einem bestimmten Zeitraum umgesetzte Geldmenge gleich dem geldlich bewerteten Güterhandel einer Volkswirtschaft ist:
{\displaystyle M\cdot V=P\cdot T}
Dabei steht {\displaystyle M} für die Geldmenge, {\displaystyle V} für die Geldumlaufgeschwindigkeit, {\displaystyle P} für das Preisniveau und {\displaystyle T} für das Handelsvolumen (von realen Gütern), das stark mit dem BIP (Bruttoinlandsprodukt) {\displaystyle Y} korreliert. Deshalb wird in vielen Darstellungen der Quantitätsgleichung auch das BIP mit dem {\displaystyle T} gleichgesetzt. Diese Darstellung ist aber strenggenommen falsch, da das Handelsvolumen unter anderem durch die Lagerbestandsveränderungen vom BIP abweicht.
Für das Preisniveau {\displaystyle P} gilt also:
{\displaystyle P={\frac {M\cdot V}{T}}}
Aus dieser Gleichung kann eine Version der Quantitätstheorie abgeleitet werden, nach der das Preisniveau in seiner Höhe nur als von der Geldmenge abhängig erklärt wird. Voraussetzung ist dabei:
- konstante Umlaufgeschwindigkeit
- konstantes Handelsvolumen.
{\displaystyle P=f(M)=c\cdot M}
Dabei ist {\displaystyle c={\frac {V}{T}}} konstant, {\displaystyle P} also proportional zu {\displaystyle M}.
Grundlage des „modernen“ Monetarismus ist eine neuere Form der Quantitätstheorie, in der nur noch angenommen wird, dass die Umlaufgeschwindigkeit und jedenfalls in der längeren Frist das reale Handelsvolumen (und damit auch die reale Produktion) im Wesentlichen unabhängig von der Geldmenge bestimmt werden. Änderungen der Geldmenge wirken sich dadurch jedenfalls längerfristig hauptsächlich auf das Preisniveau aus. Insbesondere ist nach dieser Theorie eine zu schnelle Ausdehnung der Geldmenge als Hauptursache von Inflationen anzusehen.
Die Auswirkungen der Geldpolitik auf das Preisniveau und auf makroökonomische Prozesse wird unter dem Begriff der Neutralität des Geldes erörtert, wobei stark unterschiedliche Auffassungen nebeneinander existieren.

## Geschichte
Bereits Martin de Azpilcueta, Nikolaus Kopernikus und Jean Bodin entwickelten Grundideen der späteren Quantitätstheorie. Die erste vollständige Formulierung der wesentlichen Elemente der Quantitätstheorie stammt von dem englischen Philosophen John Locke, der aufbauend auf Bodin den Begriff der Umlaufgeschwindigkeit einführte und die Natur des Geldes als Tauschmittel durch Konvention (gemäß Aristoteles) betonte. Später wurde das Konzept von David Hume vereinfacht dargestellt. Der Ökonom Irving Fisher griff das Konzept später auf und verbesserte es („The Purchasing Power of Money“; 1911). Bedeutendster Vertreter der Neo-Quantitätstheorie des Geldes war der US-Amerikaner Milton Friedman.

## Anerkennung und Ablehnung durch verschiedene volkswirtschaftliche Schulen
Die verschiedenen Denkschulen der Volkswirtschaft bewerten die Quantitätstheorie unterschiedlich und ziehen im Fall einer Befürwortung auch unterschiedliche Schlüsse. John Maynard Keynes lehnte die mit der Quantitätstheorie verbundene Behauptung ab, dass die Zentralbank ohne Auswirkungen auf die Realwirtschaft über eine Steuerung der Geldmenge die Preise beeinflussen könne. Eine Politik der Deflation, wie sie mit der Rückkehr Englands zum Goldstandard 1925 vorgesehen war, werde die Preise nicht automatisch senken, sondern nur durch eine von der Geldpolitik bewusst herbeigeführte Arbeitslosigkeit.
Vertreter des Keynesianismus sehen einen Zusammenhang von Geldpolitik und Konjunktur und fordern, dass die Nationalstaaten während einer Rezession durch zusätzliche Ausgaben konjunkturelle Anreize geben sollten, die auch unter Inkaufnahme eines Inflationsrisikos durch eine Erhöhung der Geldmenge mittels Kreditschöpfung finanziert werden sollten.
Die Keynes nahe stehende Joan Robinson weist darauf hin, dass die Quantitätsgleichung in zwei Richtungen gelesen werden kann. Von links nach rechts gelesen scheint eine höhere Geldmenge höhere Preise zu bewirken. Von rechts nach links scheint aus höheren Preisen ein größerer Geldumlauf zu folgen. Aus der Quantitätsgleichung selbst folgt daher nicht die Quantitätstheorie.
Vertreter des Monetarismus betrachten die Theorie dagegen als gültig und befürworten ein konstantes Geldmengenwachstum sowie einen Verzicht auf diskretionäre Geldpolitik. 
Vertreter der Österreichischen Schule sehen keinen fixen Zusammenhang zwischen Geldmenge und Geldwert, allerdings führe im Allgemeinen eine Änderung der Geldmenge zu einer Änderung der Kaufkraft.
Vertreter von vor allem in den USA populären libertären Strömungen lehnen sowohl Fiatgeld wie überhaupt jeden staatlichen Einfluss auf das Geld ab, etwa die Steuerung der Höhe der Geldmenge. Stattdessen setzen sich einige für die Wiedereinführung des Goldstandards ein, um hohe Inflationsraten vermeiden zu können. Andere fordern freien Wettbewerb des Geldes, da dort niemand die Geldmenge zu seinem Nutzen beeinflussen kann.

## Belege
1. ↑  Wim Decock: Martin de Azpilcueta. In: R. Domingo und J. Martínez-Torrón (Hrsg.): Great Christian Jurists in Spanish History. Cambridge University Press, Cambridge 2018, S. 126–127 (englisch, cambridge.org).
2. ↑  John Maynard Keynes: The Economic Consequences of Mr. Churchill. In: John Maynard Keynes: Essays in Persuasion. W. W. Norton & Company, New York NY 1991, ISBN 0-393-00190-3, S. 259.
3. ↑  Joan Robinson: Ökonomische Theorie als Ideologie. Über einige altmodische Fragen der Wirtschaftstheorie. Europäische Verlagsanstalt, Frankfurt am Main 1980, ISBN 3-434-25113-8, S. 83.
4. ↑  Ludwig v. Mises: Erinnerungen. Gustav Fischer Verlag, Stuttgart, New York 1978, ISBN 3-437-50222-0, S. 36.
5. ↑  Ludwig v. Mises: Menschliches Handeln - Band I. mises.at, 2019, ISBN 978-3-902639-51-6, S. 79.
6. ↑  Ludwig v. Mises: Menschliches Handeln - Band II. mises.at, 2019, ISBN 978-3-902639-52-3, S. 409.